# Электрик-Пик
Электрик-Пик (англ. Electric Peak) — гора, расположенная в северо-западной части Йеллоустонского национального парка в округе Парк (штат Монтана, США). Имея высоту 3343 м, является 13-й по высоте горой штата

Вершина расположена в 300 метрах (19 угловых секундах) к северу от границы штатов Монтана и Вайоминг, проходящей по 45-й параллели.

Электрик-Пик — самая высокая гора хребта Галлатин, который сам является частью Скалистых гор.

Гора впервые была покорена в 1872 году экспедицией под руководством географа Генри Ганнетта. Одним из членов группы был известный географ и путешественник Фердинанд Гайден.

Своё название — Электрический пик — гора получила в связи с тем, что у участников экспедиции первопроходцев-покорителей, находящихся на вершине, после грозы начали сыпаться искры из пальцев рук и волос на голове.